# Élections au Niger
Pour un article plus général, voir Politique au Niger.
 (décembre 2024).
Sous la Septième République, c'est-à-dire de 2010 à 2023, les élections au Niger se déroulent dans le cadre d'un système semi-présidentiel. Le président est élu au suffrage universel direct. L'Assemblée nationale est élue au suffrage suivant un système de suffrage direct ou indirect, avec des élections organisées par la Commission électorale nationale indépendante (CENI).
Cet article traite néanmoins de l'ensemble des processus électoraux organisés au Niger, dès son époque coloniale.

## Histoire électorale de la période coloniale

### Élections de représentants nigériens à l'Assemblée nationale française
Après la Seconde Guerre mondiale, la constitution de la Quatrième République française a autorisé le Niger qui faisait partie de l'Union française à élire des représentants qui siégeaient à l'Assemblée nationale française et à l'Assemblée de l'Union française. La première de ces élections a eu lieu le 21 octobre 1945, avec le Niger et le Soudan français voisin (aujourd'hui le Mali) regroupés en une seule circonscription. Le principe du double collège consistait à grouper les Européens et les Africains dans deux collèges séparés et à les faire voter pour des représentants distincts. Deux députés du Niger ont été élus suivant ce système.
Les élections suivantes  pour la circonscription regroupant le Mali et le Niger ont eu lieu en juin 1946.
Aux élections de novembre 1946, le Niger eut son propre siège et Hamani Diori du Parti progressiste nigérien (PPN) fut élu comme député à l'Assemblée nationale française.
En 1948, le Niger obtient un deuxième siège à l'Assemblée nationale française, pourvu lors d'une élection partielle en juin de la même année, Georges Mahaman Condat de l' Union des Nigériens indépendants et sympathisants est élu.
Les élections pour désigner des représentants à l'Assemblée nationale française ont eu lieu à nouveau en 1951, les deux sièges sont remportés par l'UNIS.
La dernière élection de l'Assemblée nationale française au Niger a eu lieu en 1956, le PPN et une alliance du Bloc d'action nigérien (BNA) et de l'Union progressiste nigérienne (UPN) de Condat remportant chacun un siège.

### Élections  de l'Assemblée territoriale
Le 13 octobre 1946, le Niger acquiert le statut de territoire d'outre-mer et en décembre 1946 et janvier 1947, les Nigériens votent pour élire un Conseil général.
Le Conseil général a été converti en Assemblée territoriale en 1952, les premières élections au nouvel organe aboutissent à une victoire pour l'UNIS, qui remporte les 35 sièges du Second Collège.
Les élections à l'Assemblée territoriale de 1957 sont remportées par le mouvement Sawaba (calme sérénité en langue haoussa) de Djibo Bakary, qui obtient 41 des 60 sièges. Cependant, lors des élections anticipées de l'année suivante, le mouvement Sawaba est battu par l'alliance de l'Union pour la Communauté franco-africaine, qui comprenait le Parti progressiste nigérien ou PPN.
Dans les années qui suivent, le mouvement Sawaba émigre dans les pays voisins et cherche à reprendre le pouvoir par la lutte insurrectionnelle,.

### Référendums
Pendant l'ère coloniale française, les citoyens français au Niger ont voté lors des référendums français tenus en 1945, mai 1946 et octobre 1946. En 1958, à la suite de la loi-cadre Deferre de 1956, un référendum constitutionnel a été organisé dans tout l'empire colonial français. Les Nigériens ont été amenés à se prononcer pour ou contre le maintien dans la Communauté française, le choix du Non entraînant l'indépendance immédiate. Au Niger, 78% des électeurs ont voté pour l'indépendance au cours de ce référendum.

## Histoire des élections après l'indépendance et jusqu'en 2010

### De 1960 à 1974: le PPN-RDA parti unique
À l'indépendance en 1960, le PPN-RDA est devenu le seul parti légal. Le 8 novembre 1960, l'Assemblée nationale nigérienne présidée par Boubou Hama et où ne siège que le parti unique PPN-RDA, élit Hamani Diori au poste de président de la République.
La première élection présidentielle du pays a eu lieu en septembre 1965, avec Hamani Diori comme seul candidat.
Les élections législatives organisées plus tard dans l'année ont permis au PPN de remporter les 50 sièges.
Les élections présidentielle et législatives de 1970 se sont déroulées selon le même système avec le même résultat.

### De 1974 à 1993: le MNSD parti unique
En 1974, un coup d'État militaire chasse le PPN du pouvoir.
En 1987, un référendum  demande aux citoyens de se prononcer sur une charte nationale qui établirait des institutions consultatives non électives aux niveaux national et local, les résultats officiels indiquent 99,6% de votes favorables.
Proposé par la junte militaire du général Ali Saïbou au pouvoir depuis coup d’État de 1974, un référendum a lieu le 24 septembre 1989 afin de légitimer une nouvelle constitution autoritaire qui instaure un régime présidentiel avec un président à la tête d'un Conseil suprême d'orientation nationale, élu pour un mandat de sept ans renouvelable une fois et pouvant dissoudre le parlement, associé à un régime à parti unique sous l'égide du Mouvement national pour la société du développement. Le texte qui entérine l'implication de l'armée dans la sphère politique reçoit une large majorité des suffrages, conduisant ainsi à l'établissement de la seconde république.
Le peuple  retourne aux urnes en 1989, lorsque des élections générales sont convoquées, avec le Mouvement national pour la société du développement (MNSD), créé plus tôt dans l'année, comme parti unique.

### 1993: le multipartisme
Un référendum constitutionnel a lieu en 1992, qui propose de réintroduire la démocratie multipartite. Il est approuvé par 90 % des électeurs.
En février 1993, les premières élections parlementaires multipartites depuis l'indépendance ont lieu . Le MNSD ne remporte que 29 des 83 sièges tout en restant le plus grand parti représenté ; les partis d'opposition se regroupent par la suite pour former l' Alliance des forces du changement (AFC), qui disposait d'une majorité parlementaire.
À l'élection présidentielle qui suit, Mahamane Ousmane de la Convention démocratique et sociale est élu au second tour, battant Mamadou Tandja du MNSD (qui avait obtenu le plus de voix au premier tour).
À la suite d'une scission au sein de l'AFC, des élections législatives anticipées ont eu lieu en 1995 mais ne modifient pas de manière significative la composition de l'Assemblée nationale.

### 1996-2010: coups d'État et boycott des élections de la part de l'opposition
Un nouveau coup d'État en janvier 1996 amène au pouvoir Ibrahim Baré Maïnassara, qui se fait confirmer son pouvoir par une élection présidentielle en juillet 1996. Aux élections législatives, l'Union nationale des indépendants pour le renouveau démocratique, formée pour le soutenir, remporte la majorité absolue d'autant plus facilement que l'opposition a appelé à un boycott de ces élections.
Un troisième coup d'État en 1999 a conduit à de nouvelles  élections générales. Tandja redevient président et le MNSD  le plus grand parti de l'Assemblée nationale avec 38 des 83 sièges.
Les élections de 2004 amènent la réélection de Mamadou Tandja réélu et le MNSD reste le plus grand parti.
Un référendum en 2009 amène la suspension de la constitution précédente et le report de l'élection présidentielle. Les élections législatives sont boycottées par l'opposition  et permettent au MNSD de garder la majorité. Ce qui n'empêche pas  Mamadou Tandja d'être démis de ses fonctions lors d'un quatrième coup d'État en 2010.

## Élections depuis 2010
Un référendum en 2009 a proposé de suspendre la constitution en attendant une réécriture et a été approuvé par 92,5% des électeurs, bien qu'il ait conduit à une crise constitutionnelle qui a abouti à un autre coup d'État et à un autre référendum constitutionnel en 2010, 90% soutenant la nouvelle constitution qui est adoptée en 2010.
En 2011 des élections générales  permettent à Mahamadou Issoufou du Parti nigérien pour la démocratie et le socialisme (PNDS) d'être élu président et le PNDS devient le plus grand parti à l'Assemblée nationale.

### Élections de 2016
En 2016, Mahamadou Issoufou est réélu aux élections générales  avec 48.6% des voix au premier tour contre Hama Amadou (MODEN/FA Lumana Africa) 17.8%, Seini Oumarou (MNSD-Nassara) 11.3%, autres 22.3%; Au second tour Issoufou obtient 92% des voix contre 8% pour Hama Amadou, le second tour des élections présidentielles ayant été boycotté par l'opposition. Le PNDS n'a pas réussi à obtenir la majorité, mais a fait des gains significatifs aux élections législatives.

### Élections de 2020-2021
Le premier tour des élections présidentielles se tient le 27 décembre 2020  et le deuxième tour le 21 février 2021.
Au premier tour Mohamed Bazoum (PNDS-Tarrayya) obtient 39.3% des suffrages, .
(MODEN/FA Lumana Africa) 17%, Seini Oumarou (MNSD-Nassara) 9%, Albadé Abouda (MPR-Jamhuriya) 7.1%, autres 27.6%; 
Au second tour - Mohamed Bazoum emporte la présidence avec 55.7%, contre Mahamane Ousmane 44.3%.
Les élections législatives ont lieu le  27 décembre 2020 (Les prochaines sont prévues en décembre 2025) les résultats sont :
- PNDS-Tarrayya 37,04 %, 79 sièges
- MODEN/FA Lumana 8,71 %, 19 sièges
- MPR-Jamhuriya 7,59 %, 14 sièges
- MNSD-Nassara 6,77 %, 13 sièges
- RDR-Tchanji 4,41 %,8 sièges
- CPR-Inganci 4,15 %,
- MPN-Kishin Kassa 3,97 %, 6 sièges
- PJP Generation Dubara 2,88 %, 2 sièges
- ANDP Zaman Lahya 2,46 %, 3 sièges
- RPP Farrilla 2,10 %, 2 sièges
- ARD Adaltchi-Mutuntchi 1,74 %, 2 sièges
- AMEN AMIN 1,43 %, 2 sièges
- autres, 16 sièges[13]

La nouvelle assemblée comprend 123 hommes et 43 femmes.

## Système électoral

### Septième République (2010-2023)
La constitution de la Septième République est votée par référendum le 31 octobre 2010, et elle entre en vigueur le 25 novembre 2010.
Le président est élu pour un mandat de cinq ans au suffrage universel direct uninominal à deux tours.
Les 171 membres de l'Assemblée nationale sont élus selon trois méthodes. La majorité, 158 sièges, est élue dans huit circonscriptions plurinominales fondées sur une base régionale avec les sept régions plus la région métropolitaine de Niamey ; les sièges sont attribués selon la méthode du quotient simple et la méthode de la plus forte moyenne en vertu de la représentation proportionnelle, avec un seuil électoral de 5 %.
Huit autres membres sont élus dans des circonscriptions uninominales pour représenter les minorités ethniques et cinq sont élus dans des circonscriptions uninominales pour représenter les Nigériens vivant à l'étranger, avec une circonscription pour chaque continent. Les circonscriptions uninominales sont élues au scrutin uninominal à un tour.